# (954) Li
(954) Li – planetoida z pasa głównego asteroid.

## Odkrycie
Została odkryta 4 sierpnia 1921 roku w Landessternwarte Heidelberg-Königstuhl w Heidelbergu przez Karla Reinmutha. Nazwa pochodzi od pierwszego imienia Liny Alstede Reinmuth, żony odkrywcy. Przed nadaniem nazwy planetoida nosiła oznaczenie tymczasowe (954) 1921 JU.

## Orbita
(954) Li okrąża Słońce w ciągu 5 lat i 205 dni w średniej odległości 3,14 au. Należy do planetoid z rodziny Themis.